# Studenckie Koło Astronautyczne
Studenckie Koło Astronautyczne (SKA) – koło naukowe założone w 1996 r. z inicjatywy studentów oraz prof. dr hab. inż. Piotra Wolańskiego. Działa przy Wydziale Mechanicznym Energetyki i Lotnictwa Politechniki Warszawskiej z siedzibą w Instytucie Techniki Cieplnej. Obecnym opiekunem Koła jest dr hab. inż. Jan Kindracki.

## Działalność
Studenckie Koło Astronautyczne zrzesza osoby zainteresowane tematyką astronautyczną i astronomiczną. Jego członkami są i byli studenci z prawie wszystkich wydziałów Politechniki Warszawskiej (m.in. MEiL, EiTI, Mechatronika czy Elektrycznego). Głównym celem SKA jest zdobywanie i pogłębianie wiedzy z zakresu astronautyki i astronomii oraz jej propagowanie zarówno wśród młodzieży i studentów, jak i wśród dorosłych. Praca w SKA stała się niejednokrotnie inspiracją badań naukowych, prac przejściowych oraz dyplomowych (np. Praca dyplomowa Andrzeja Cichockiego – „Integrated extension Board for On-Board Computer OBDH of SSETI ESEO Satellite”).

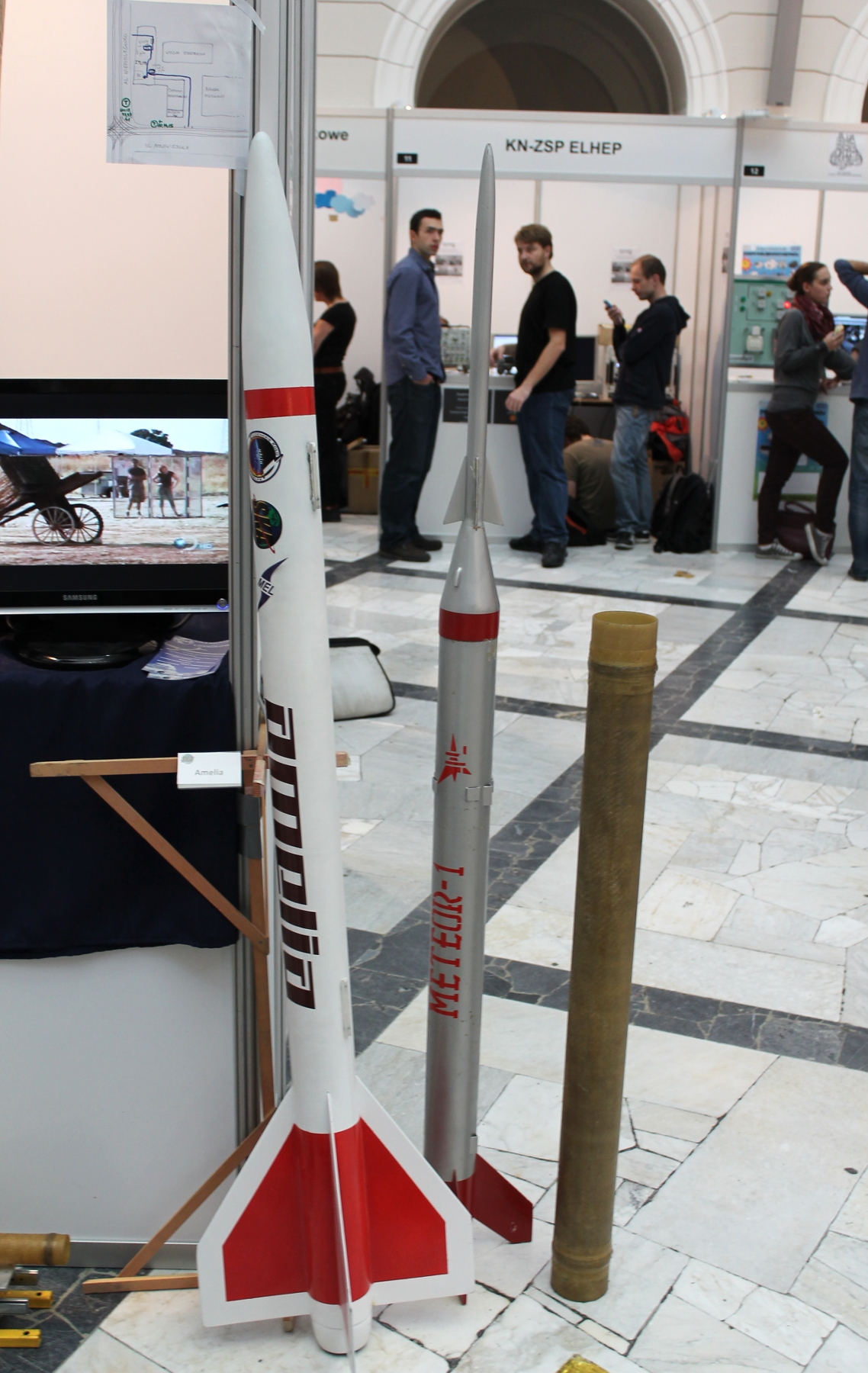
Model lotnej rakiety Sekcji Rakietowej SKA – Amelii 1, model polskiej rakiety meteorologicznej Meteor-1 oraz silnik od rakiety H1

Jest to jedno z niewielu kół naukowych w Polsce, które przyczyniło się do przyspieszenia pertraktacji w celu podpisania przez Polskę i ESA traktatu o członkostwie stowarzyszonym (PECS – Plan for European Cooperating States), podpisanym 27 kwietnia 2007 – między innymi dzięki ogólnopolskiej akcji zbierania podpisów pod listem otwartym do Ministra Gospodarki RP.
Członkowie koła uczestniczą również w międzynarodowych konferencjach (głównie organizowanych przez Europejską Agencję Kosmiczną), targach, czy piknikach naukowych. Zdobywają wiedzę z zakresu technologii kosmicznych na różnorodnych warsztatach, sympozjach, czy praktykach (nierzadko poza granicami Polski), następnie wykorzystując ją przy realizacji projektów.
Studenci należący do SKA startują w międzynarodowych konkursach, takich jak np.: REXUS/BEXUS, Fly Your Thesis, czy University Rover Challenge; biorą udział w projektach edukacyjnych organizowanych przez Europejską Agencję Kosmiczną, takich jak ESEO, czy ESMO; realizują również projekty własne, takie jak np. PW-Sat.
Główną jednostką organizacyjną SKA jest Zarząd, wybierany na okres jednego roku. Składa się on z pięciu członków, w tym: prezesa, zastępcy, skarbnika. Reprezentują oni koło przed władzami uczelni, jak i jednostkami zewnętrznymi. Koło podzielone jest na cztery sekcje – Sekcję Rakietową, Sekcję Balonową, SKA Robotics oraz PW-Sat. Członkowie mogą należeć do jednej, bądź kilku sekcji naraz.

## Seria satelitów PW-Sat
Jednym z najbardziej znanych projektów prowadzonych przez członków SKA jest seria satelitów PW-Sat. Są to satelity projektowane i budowane według standardu CubeSat, co umożliwia wysyłanie ich w kosmos w standaryzowanych wyrzutnikach jako dodatkowy ładunek przez komercyjne firmy. Dotychczas powstały dwa satelity – PW-Sat oraz PW-Sat 2, rozwijany jest także projekt trzeciego satelity PW-Sat 3.

### Satelita PW-Sat

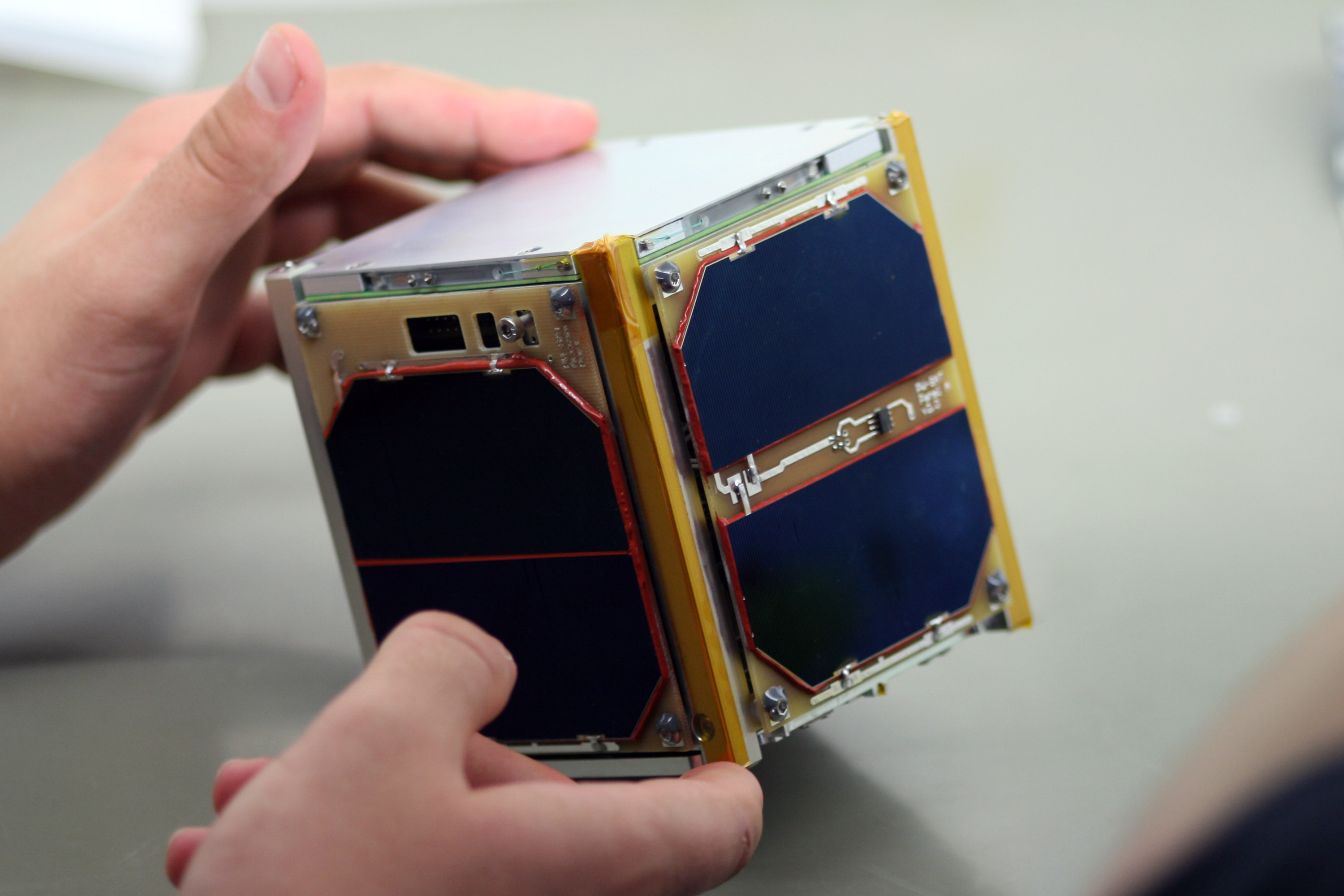
PW-Sat podczas testów w Centrum Badań Kosmicznych PAN w październiku 2011 roku.

W Studenckim Kole Astronautycznym skonstruowano pierwszego polskiego sztucznego satelitę, wystrzelonego 13 lutego 2012 roku PW-Sata. Celem jego misji było przetestowanie elastycznych ogniw fotowoltaicznych oraz systemu deorbitacji wykorzystującego rozkładany ogon. Satelita spłonął w atmosferze ziemskiej w październiku 2014 roku, po 2 latach na orbicie.

### Satelita PW-Sat 2
Projekt drugiego polskiego satelity studenckiego, PW-Sat2, rozpoczął się w 2013 roku. Celem drugiego satelity projektowanego przez członków Studenckiego Koła Astronautycznego, podobnie jak jego poprzednika, jest test innowacyjnej technologii deorbitacji. Dodatkowo zawiera on kilka innych eksperymentów: czujnik Słońca, rozkładane panele słoneczne oraz kamery do obserwacji momentu otwarcia żagla. Satelita został wyniesiony na orbitę okołoziemską 3 grudnia 2018 roku z bazy Vandenberg w USA przez rakietę Falcon 9, stając się czwartym polskim satelitą Ziemi.

#### Żagiel deorbitacyjny
Systemem deorbitującym PW-Sata 2 jest kwadratowy żagiel wykonany z wytrzymałej folii mylarowej o powierzchni 4 m², zwinięty oraz umieszczony w cylindrze o średnicy 80 mm i wysokości 70 mm. Przymocowany do specjalnego trzpienia żagiel po przepaleniu linki Dyneema zostaje odblokowany, a następnie wysunięty na bezpieczną odległość od satelity i otwarty za pomocą czterech rozkręcających się sprężyn płaskich. W ten sposób znacznie zwiększa się opór aerodynamiczny satelity, który przyspiesza obniżanie orbity satelity. Według przeprowadzonych analiz przy optymalnych warunkach skróci to czas deorbitacji z ponad 20 lat nawet do 6 miesięcy. Żagiel został poprawnie rozłożony 29 grudnia 2018 roku.

#### Kamery
Na pokładzie satelity umieszczone zostały dwie kamery z nieskomplikowanym układem optycznym, które umożliwiają obserwacje fragmentu powierzchni żagla deorbitacyjnego. Przy pomocy jednej z nich wykonano pierwsze polskie zdjęcie Ziemi z orbity.

#### Czujnik Słońca
Ważnym elementem PW-Sata2 jest czujnik słoneczny służący do zebrania informacji o pozycji i orientacji satelity w przestrzeni na podstawie kąta padania promieni słonecznych. Jego odczyty zostaną porównane z komercyjnie dostępnym czujnikiem.
Większość satelitów na orbicie musi być zorientowana w określonym kierunku w zależności od misji. Czujnik Słoneczny jest przykładem swoistego satelitarnego kompasu. System ten składa się z czterech zestawów cyfrowych fotodiod (ALS) ułożonych pod odpowiednim kątem oraz mikrokontrolera zarządzającego zbieraniem i analizą danych.

#### Otwierane panele słoneczne
PW-Sat 2 wyposażony jest także w rozkładane panele słoneczne, które poprawiają efektywność zbierania energii niezbędnej do zasilania satelity. Zawiasy paneli są pracą inżynierską jednego z członków zespołu. Panele mają wielkość ok. 10 × 20 cm i są umieszczone symetrycznie na przeciwległych ściankach satelity. Po umieszczeniu satelity na orbicie linka Dyneema utrzymująca panele została przepalona i nastąpiło ich otwarcie.

### Satelita PW-Sat 3
Początek prac nad trzecim satelitą studenckim na Politechnice Warszawskiej nastąpił w połowie roku 2018. Od tego czasu zawiązał się zespół pracujący nad projektem przy merytorycznym wsparciu osób pracujących nad satelitą PW-Sat 2. Członkowie zespołu odbyli dotychczas m.in. warsztaty Concurrent Engineering Workshop zorganizowane przez Europejską Agencję Kosmiczną. Podobnie jak w przypadku poprzednich satelitów głównym celem misji jest przebadanie systemu deorbitacji.

## Sekcja Rakietowa SKA

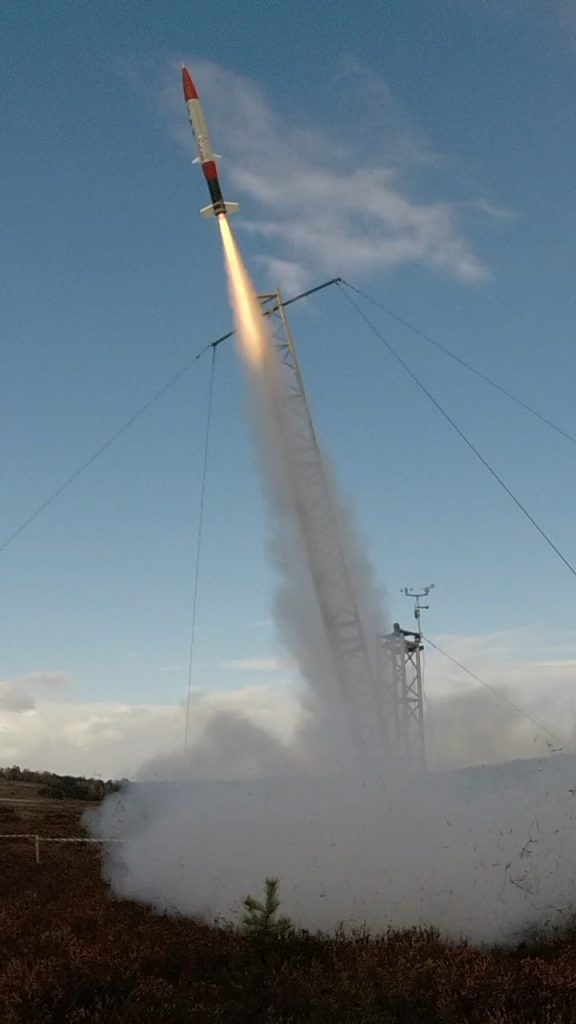
Start rakiety TuCAN 1a na poligonie artyleryjskim w Toruniu 29 października 2016 roku

Najstarsza Sekcja Koła, zajmuje się konstruowaniem, budową oraz odpalaniem eksperymentalnych rakiet sondujących. Są one w całości projektowane przez członków Sekcji, co pozwala studentom na rozwój umiejętności w wielu dziedzinach inżynierii, jak mechanika, aerodynamika, chemia, elektronika czy programowanie. Oprócz budowy rakiet Sekcja rozwija także projekty wspierające ich wykonywanie i testowanie – wśród nich wymienić można układy pomiarowe do testów statycznych silników, stanowiska testowe podzespołów, czy oprogramowanie do przeprowadzania analiz.

### Rakiety zbudowane przez SKA
Do rakiet zaprojektowanych i wykonanych przez Sekcję należą między innymi:
- Amelia 1 (rodzina rakiet A; jednostopniowa na stały materiał pędny)
- Amelia 2 (rodzina rakiet A; dwustopniowa na stały materiał pędny)
- H1 (rodzina rakiet H, H od „hipersoniczna”; jednostopniowa na stały materiał pędny)
- TuCAN (rakieta typu CanSat Launcher; jednostopniowa na stały materiał pędny wynosząca do 8 eksperymentów na niewielki pułap)[17][18]
- Fok (pierwsza w Polsce studencka rakieta sterowana aerodynamicznie; jednostopniowa na stały materiał pędny)[19]
- Grot (rakieta typu „boosted dart” zbudowana w celu pobicia amatorskiego rekordu Polski w pułapie lotu rakiety, osiągnęła go 27 kwietnia 2019 wzbijając się na wysokość 18,5 kilometra[20]; rakieta dwustopniowa na stały materiał pędny z nienapędzanym drugim stopniem)
- Twardowsky (eksperymentalna jednostopniowa rakieta o napędzie hybrydowym budowana na konkurs Spaceport America Cup 2020)[21]

## Sekcja Balonowa SKA
Grupa zajmująca się projektowaniem, budową oraz wysyłaniem balonowych misji stratosferycznych zawiązała się w Kole w 2013 roku. Celem Sekcji Balonowej jest stworzenie multipotencjalnej platformy stratosferycznej PW-Launcher, zdolnej wynosić na wysokość 30 km eksperymenty naukowe z i spoza Politechniki.
Obecnie prowadzony program lotów to program Światowid, w ramach którego zrealizowano misje:

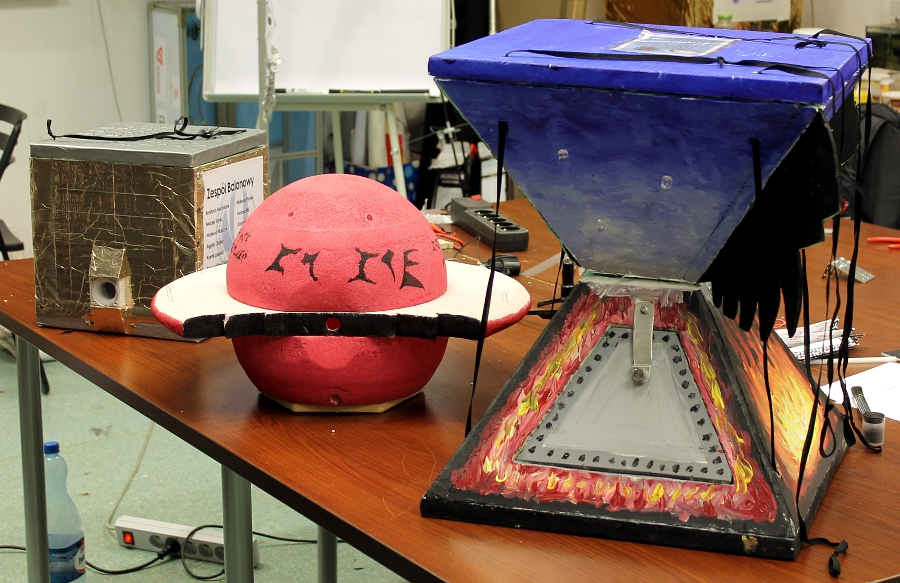
Trzy gondole programu Światowid – od lewa do prawa: Jarowit-Jaryło, Świtezianka i Strzybóg.

- Światowid 1 (30.06.2013, start: Urle, lądowanie: Brudki Nowe)
  - Gondola główna: Jarowit-Jaryło
  - Eksperymenty: KULLA 1, PARTICULA 1

- Światowid 2 (15.09.2013, start: Urle[22], lądowanie: Węże)
  - Gondola główna: Świtezianka
  - Eksperymenty: PARTICULA 2

- Światowid 3 (2.07.2014, start: Goczałkowice-Zdrój[23], lądowanie: Sudołek)
  - Gondola główna: Strzybóg
  - Eksperymenty: PARTICULA 3, CURSUS 1, Inertial Navigation System

Następcą programu Światowid jest program PW-Launcher:
- PW-Launcher 1 (18.04.2015, start: Czechowice-Dziedzice, lądowanie: Krivá, Słowacja)
  - Gondola główna: Czarnobóg
  - Eksperymenty: KULLA 2, KULLA 3, CAPELLA P1, PARTICULA 4 / testowy żagiel satelity PW-Sat2, aparat otworkowy

Dodatkowo sekcja rozpoczęła pracę nad programem Televisor:
Televisor 1 (5.12.2015, start: Belsk Duży)
- Gondola główna: Televisor
- Eksperymenty: CAPELLA 2, Inertial Navigation System, Komunikacja gondoli ze stacją naziemną.

Prowadzone przez Sekcję Balonową SKA programy eksperymentalne to m.in.:
- Program KULLA – badania elektro- i aerometryczne atmosfery (nazwa wymawiana po angielsku brzmiąca jak polska „kula” – nawiązanie do sondy kulowej),
- Program PARTICULA (łac. particula – cząsteczka) – wychwytywanie cząstek stałych z górnych warstw atmosfery, w tym mikrometeorytów,
- Program CURSUS (łac. cursus – prąd) – pozyskiwanie użytecznej energii elektrycznej z szerokiego spektrum fal elektromagnetycznych,
- Program PERICULUM (łac. periculum – niebezpieczeństwo) – specjalnie przystosowany do lotu pod balonem grawimetr,
- Program CAPELLA (nazwa pochodząca od gwiazdy) – eksperymentalny nadajnik napowietrzny (łączność ogólnoplanetarna, podwodna oraz radar pozahoryzontalny), pracujący w zakresie fal myriametrowych (3–30 kHz), wykorzystujący latające anteny dipolowe o długości 200-300 metrów[24].

Ponadto Sekcja Balonowa SKA bierze udział w kampanii REXUS/BEXUS (Rocket/Balloon EXperiments for University Students) DLR/Rymdstyrelsen/ESA, gdzie tworzy eksperyment BuLMA (Balloon micro Lifeform- and Meteorite Assembler; również PARTICULA 5).

## SKA Robotics
W tej sekcji skupione zostały wszystkie roboty, zaprojektowane do eksploracji terenowej bądź głębinowej. Członkowie Koła należący do tej sekcji uczestniczą m.in. w University Rover Challenge i European Rover Challenge. Członkowie sekcji SKAR brali udział w takich przedsięwzięciach jak między innymi:
- Łazik marsjański AMPB Skarabeusz (2009) – pierwszy tego typu pojazd w Polsce
- Robot księżycowy Husar (2012–2013)
- Platforma testowa Gaja (2015)
- Tetrapod (2014) – czteronożny robocik kroczący
- Program Ares – łaziki marsjańskie:
  - Ares I (2014–2015)
  - Ares II (2015)
  - Ares III (2016)

- Badawcze Roboty Głębinowe:
  - Migot (2014)
  - ROV (2015)
  - Tryton (2016)
- Program Sirius – łaziki marsjańskie:

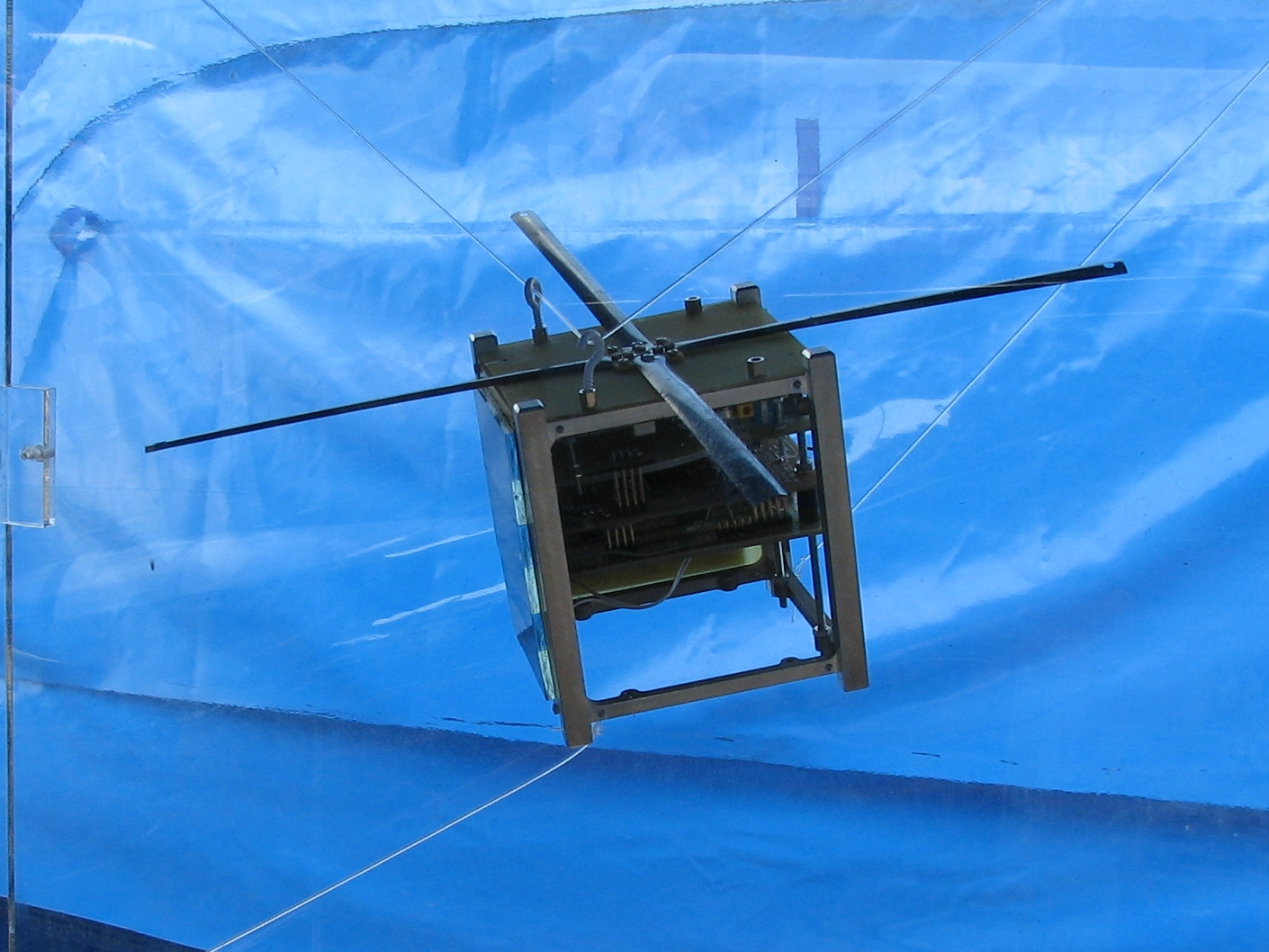
Model satelity PW-Sat na wystawie podczas XII MPL Góraszka 2007

  - Sirius I
  - Sirius II (aktualny)

## Zakończone projekty
- SCOPE 1.0 i SCOPE 2.0 – przygotowane w ramach kampanii BEXUS stratosferyczne platformy obserwacyjne,
- Szybowce Stratosferyczne – Icarus, SpaceFish,
- Przygotowanie ładunku użytecznego (payload) dla eksperymentów:

– BOBAS (Build Ocassionally Balloon-Attached Satellite),
– BOBAS 2
- Współudział w budowie europejskiego satelity studenckiego SSETI ESEO – zespoły OPER (Operations) i CONF (Configuration),
- Współudział w budowie satelity YES2,
- Udział w szóstej i siódmej Kampanii Studenckich Lotów Parabolicznych[29],
- SKA: OPERATIONS TEAM udział w budowie satelity SSETI Express,
- Projekt PAS-Sat,
- Udział w projekcie ESMO – Europejski Studencki Orbiter Księżycowy[30].